# Systellura
Systellura és un gènere d'ocells de la família dels caprimúlgids (Caprimulgidae) que habita la zona Neotropical.

## Taxonomia
Els membres d'aquest gènere eren tradicionalment ubicats a Caprimulgus, d'on van ser trets arran els estudis de Han et col, 2010. Segons el Congrés Ornitològic Internacional (versió 14.1, 2024), aquest gènere conté 2 espècies:
- enganyapastors alabarrat gran (Systellura longirostris).
- enganyapastors alabarrat petit (Systellura decussata)

Tanmateix, el Handook of the Birds of the World i la quarta versió de la BirdLife International Checklist of the birds of the world (desembre 2019), compten que Systellura té tres espècies, car consideren que una subespècie de l'enganyapastors alabarrat gran (S. longirostris roraimae) ha de ser tractat com una espècie separada:
- enganyapastors dels tepuis (Systellura roraimae).